# Saint-Julien-de-Mailloc

Saint-Julien-de-Mailloc este o comună în departamentul Calvados, Franța. În 1 ianuarie 2018 avea o populație de 472 de locuitori.